# Gare de Croix-d’Hins
Gare de Croix-d'Hins – stacja kolejowa w Marcheprime, w departamencie Żyronda, w regionie Nowa Akwitania, we Francji.
Jest stacją Société nationale des chemins de fer français (SNCF), obsługiwaną przez pociągi TER Aquitaine.